# Interessengemeinschaft der regionalen Flugplätze

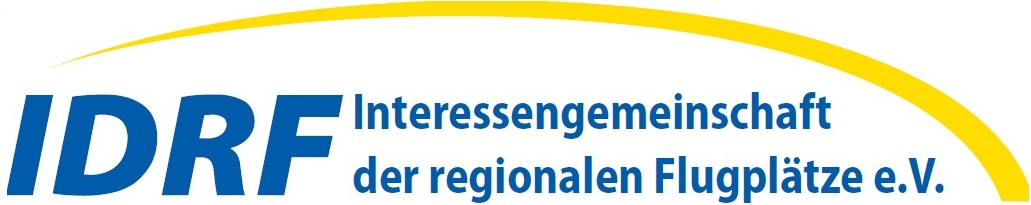

Die Interessengemeinschaft der regionalen Flugplätze e.V. (IDRF e.V.) ist der im Juli 2005 gegründete Zusammenschluss von derzeit 73 Regionalflughäfen und regionalen Landeplätzen sowie knapp 50 Flugsicherungsdiensten und luftfahrtaffinen Unternehmen aus Deutschland, Österreich, Bulgarien, Schweden, Finnland und Dänemark.
Als Interessengemeinschaft der Dezentralen Luftfahrt vertritt die IDRF die gemeinsamen Interessen ihrer Mitglieder und setzt sich für die optimale Nutzung der vorhandenen Anlagen und Kapazitäten sowie den bedarfsgerechten Erhalt und Ausbau einer flächendeckenden Luftverkehrsinfrastruktur in Deutschland ein.
Die IDRF vertritt seine Mitglieder in der Öffentlichkeit, beim Umgang mit den Medien, den Genehmigungsbehörden und sonstigen staatlichen Institutionen etwa bei Stellungnahmen zur Luftverkehrsgesetzgebung. Dazu dient auch eine gemeinsame Präsentationsplattform über den Internetauftritt der IDRF.
Um dem Kostendruck u. a. aufgrund neuer europäischer Richtlinien entgegenzuwirken, gehen die Mitglieder von IDRF einen gemeinsamen Weg zur Kostensenkung über eine Zusammenarbeit zur effizienten Lösung gemeinsamer Aufgaben. Insbesondere sollen die besonderen Kompetenzen oder Erfahrungen einzelner Flugplätze für alle Mitglieder der Gemeinschaft nutzbringend verwertet sowie künftige Aufgabenstellungen gezielter durch die Gemeinschaft gelöst werden.
Organisatorische Grundlage der Zusammenarbeit sind halbjährlich stattfindende Arbeitstreffen aller Geschäftsführer der IDRF-Flugplätze. Die Moderation dieser Zusammenkünfte, deren inhaltliche Vor- und Nachbereitung sowie das gegenseitige Abstimmen der diversen IDRF-Projekte erfolgt durch den IDRF-Vorstand. Der Vorsitzende des IDRF ist Ralf Schmid, der auch die Leitung des Flughafens Memmingen innehat.